# Buran 1.01
Il Buran 1.01 (OK-1.01) (in russo Бура́н?, pronuncia russa [bʊˈran]) fu il primo spazioplano sovietico del Programma Buran, l'unico ad essere completato. Compì un solo volo orbitale nel 1988, in modalità totalmente automatica e senza equipaggio a bordo.
Rimase distrutto nel 2002 quando crollò il tetto dell'hangar dove si trovava.

## Storia
Lo sviluppo del programma Buran iniziò nei primi anni settanta come risposta al programma americano Space Shuttle.
Il 15 novembre 1988 alle 03:00:02 UTC il Buran 1.01, prima e unica navetta completata, venne lanciato dalla piattaforma 110/37 del Cosmodromo di Bajkonur.
La navetta, priva di equipaggio, grazie al razzo Energia raggiunse un'orbita temporanea prima di staccarsi e completare due orbite attorno alla Terra. I motori ODU (in russo объединённая двигательная установка?, sistema di propulsione combinato) si accesero automaticamente per iniziare la discesa nell'atmosfera, tornare al sito di lancio e atterrare in orizzontale sulla pista.

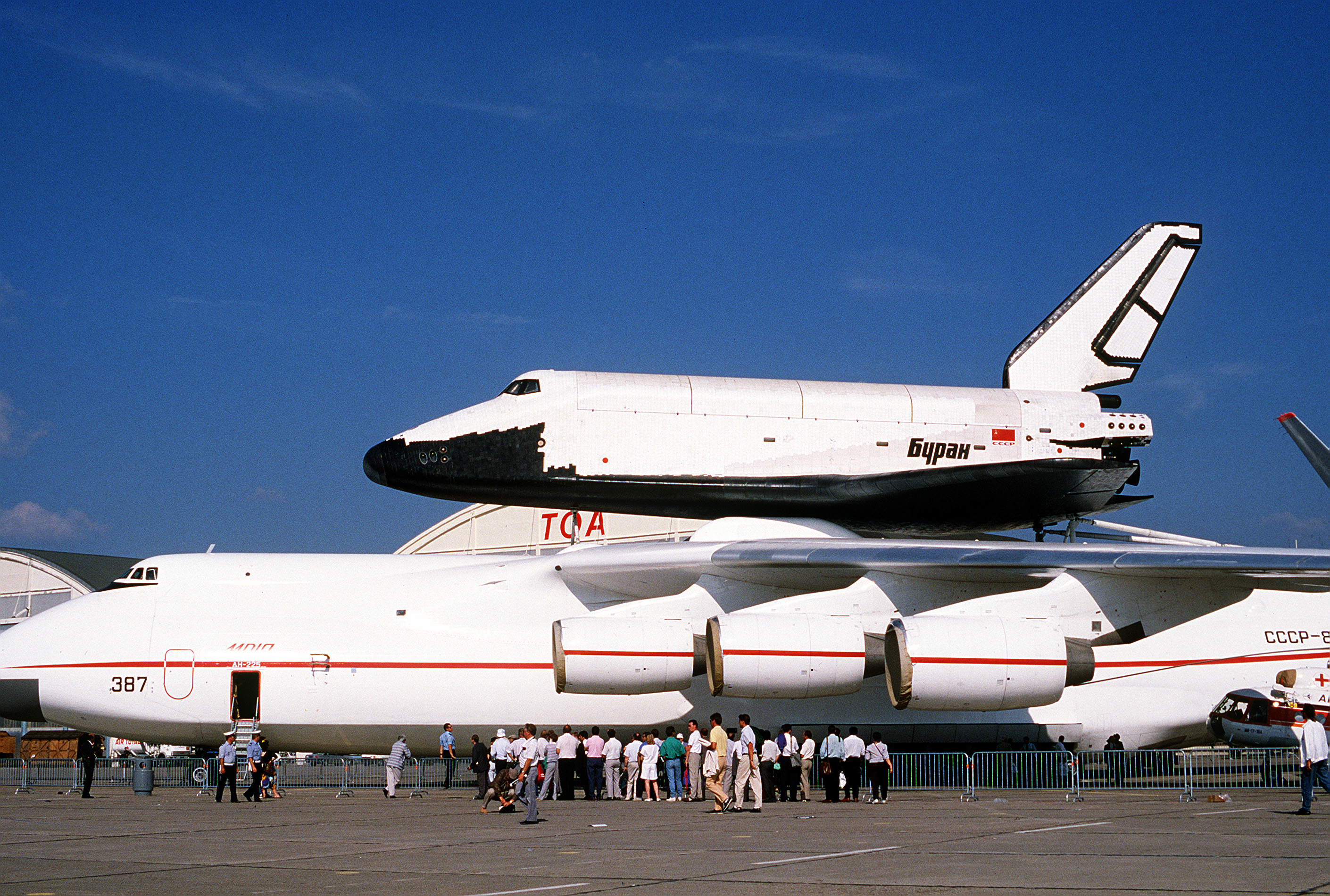
Il Buran 1.01 sul dorso di un Antonov An-225 Mriya al 38º Salone internazionale dell'aeronautica e dello spazio di Parigi-Le Bourget, 1989

 La navetta grazie ad un perfetto atterraggio automatizzato toccò terra alle 06:24:42 UTC per fermarsi alle 06:25:24, 206 minuti dopo il lancio.
Il Buran 1.01 fu il primo aereo spaziale a eseguire un volo senza equipaggio, compreso l'atterraggio in modalità completamente automatica. In seguito fu accertato che, durante il volo, aveva perso solo otto delle sue 38.000 tessere termiche.
Il Buran 1.01 è stato l'unico spazioplano sovietico completato e impiegato in missione; nel 1992, infatti, il collasso dell'Unione Sovietica determinò la cancellazione del programma Buran e le altre navette, allora in fase di assemblaggio, vennero smantellate o semplicemente abbandonate.
Il 12 maggio 2002, il tetto di un hangar al cosmodromo di Baikonur in Kazakistan crollò a causa di un cedimento strutturale determinato dalla scarsa manutenzione. Il crollo uccise 8 lavoratori e distrusse il Buran 1.01, nonché un modello di un razzo booster Energia.
Nel parco fieristico VDNCh di Mosca è tuttora possibile visionare il modello utilizzato per i test statici OK-TVA.

## Specifiche
Lo spazioplano Buran è lungo circa 36 m, alto 17 e ha una apertura alare di circa 23 m. Il razzo vettore Energia è alto circa 60 m ed è composto da quattro razzi primari di spinta a combustibili liquidi e da un secondo stadio con quattro motori anch'essi a combustibili liquidi.

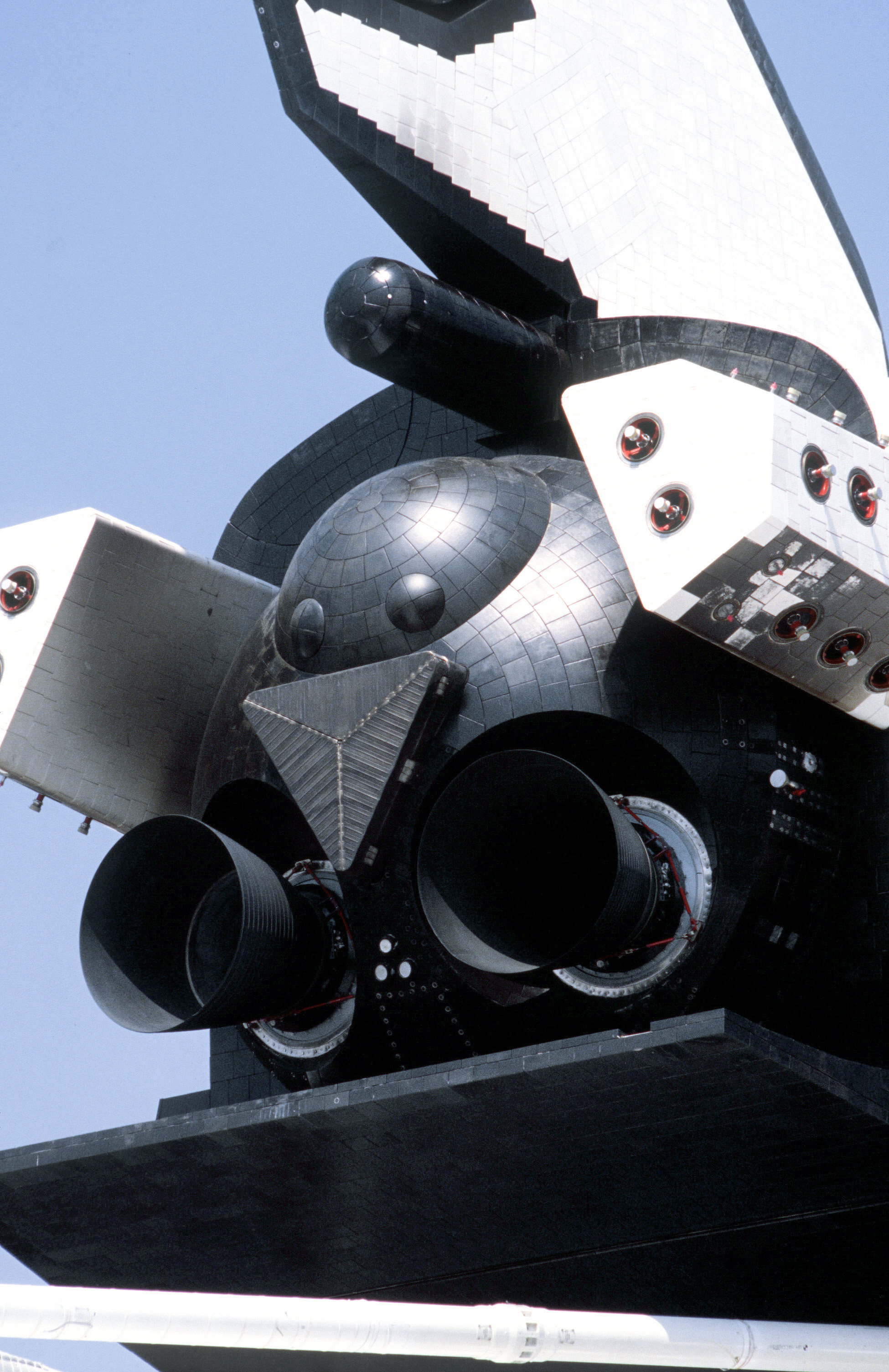
I propulsori del Buran.

La massa del Buran è di circa 62 tonnellate, con un carico utile massimo di 30 tonnellate, per un peso totale al decollo di 105 tonnellate.